# Dashnor Bajaziti
Dashnor Bajaziti (* 4. Januar 1955) ist ein albanischer ehemaliger Fußballspieler, -trainer und Politiker.

## Karriere

### Verein
Bajaziti spielte während seiner gesamten Vereinskarriere für KS Besa Kavaja, bei dem er von 1977 bis 1988 unter Vertrag stand. Er war zweimal Torschützenkönig der höchsten albanischen Liga.

### Nationalmannschaft
Zwischen 1980 und 1983 bestritt Bajaziti fünf Länderspiele für die albanische Nationalmannschaft. Sein Debüt gab er im April 1980 bei einem WM-Qualifikationsspiel gegen Finnland. Sein letztes Länderspiel absolvierte er 1983 in der EM-Qualifikation gegen die Bundesrepublik Deutschland.

## Trainerkarriere
Parallel zu seiner aktiven Karriere übernahm Bajaziti zwischen 1985 und 1988 zeitweise das Traineramt bei Besa Kavaja.

## Politische Tätigkeit
Nach seiner sportlichen Laufbahn engagierte sich Bajaziti in der Politik. Er war Mitglied der Republikanischen Partei Albaniens und diente in der Regierung Berisha als stellvertretender Minister für Tourismus, Kultur, Jugend und Sport. Im Mai 2013 wurde er aufgrund interner Konflikte vom Parteivorsitzenden Fatmir Mediu entlassen.

## Privates
Sein Sohn Darlien Bajaziti (* 1994) spielte von 2010 bis 2017 Fußball bei Besa Kavaja und KS Dinamo Tirana.